# Shaila Arsene
Shaila Arsene (Rio de Janeiro, 31 de julho de 1998) é uma atriz brasileira conhecida por ter atuado em novelas como Vidas em Jogo, Prova de Amor e na Trilogia Caminhos do Coração, todas da Rede Record.

## Carreira

### Televisão
| Ano  | Título                            | Personagem                  | Notas            | Ref   |
| ---- | --------------------------------- | --------------------------- | ---------------- | ----- |
| 2005 | Prova de Amor                     | Cristina Rodrigues (Tita)   |                  |       |
| 2007 | Caminhos do Coração               | Clara Menezes Figueira      | 1ª vez no papel. | [ 2 ] |
| 2008 | Os Mutantes - Caminhos do Coração | Clara Menezes Figueira      | 2ª vez no papel  | [ 3 ] |
| 2009 | Promessas de Amor                 | Clara Menezes Figueira      | 3ª vez no papel  | [ 4 ] |
| 2011 | Vidas em Jogo                     | Tatiana Camargo Leal (Tati) |                  | [ 5 ] |